# IC50
반수 최대 억제 농도(half maximal inhibitory concentration, {\displaystyle {\ce {IC50}}})는 특정 생물학적 또는 생화학적 기능을 억제하는 물질의 효능을 측정한 것이다. IC50은 특정 억제 물질(예: 약물)이 시험관 내에서 주어진 생물학적 과정 또는 생물학적 성분을 50% 억제하는데 필요한 양을 나타내는 정량적 측정값이다. 생물학적 구성요소는 효소, 세포, 세포 수용체 또는 미생물일 수 있다. IC50 값은 일반적으로 몰 농도로 표시된다.

## 특성
IC50은 일반적으로 약리학 연구에서 길항제 약물 효능의 척도로 사용된다. IC50은 흥분성 약물에 대한 EC50과 같은 다른 효능 측정과 유사하다. EC50은 생체 내에서 최대 효과의 50%를 얻는 데 필요한 용량 또는 혈장 농도를 나타낸다.  IC50은 기능 분석 또는 경쟁 결합 분석으로 결정할 수 있다.
때때로 IC50 값은 pIC50 척도로 변환할 수 있으며, 식은 {\displaystyle {\ce {pIC_{50}}}=-\log _{10}{\ce {(IC_{50})}}}이다. 
빼기 기호로 인해 pIC50 값이 높을수록 기하급수적으로 더 강력한 억제제를 나타낸다. pIC50은 일반적으로 몰 농도(mol/L 또는 M)로 표시되므로 M 단위의 IC50이 필요하다.
IC50 용어는 2병 유체 소비 테스트와 같은 생체 내 일부 행동 측정에도 사용된다. 동물이 약물로 묶인 물병의 소비를 줄이면 소비가 50% 감소하는 약물의 농도가 해당 약물의 액체 소비에 대한 IC50으로 간주된다.

## 활용
약물의 IC50은 용량-반응 곡선을 구성하고 작용제 활성을 역전시키는 길항제의 다양한 농도의 효과를 조사하여 결정할 수 있다. IC50 값은 작용제의 최대 생물학적 반응의 절반을 억제하는 데 필요한 농도를 결정하여 주어진 길항제에 대해 계산할 수 있다. IC50 값은 두 길항제의 효능을 비교하는 데 사용할 수 있다.
IC50 값은 측정 조건에 따라 크게 달라진다. 일반적으로 억제제의 농도가 높을수록 작용제 활성이 낮아진다. IC50 값은 작용제 농도가 증가함에 따라 증가한다. 또한 억제 유형에 따라 다른 요인이 IC50 값에 영향을 미칠 수 있다. ATP 의존성 효소의 경우 IC50 값은 특히 억제가 경쟁적인 경우 ATP 농도와 상호 의존성을 가진다.

## 같이 보기
- 반수 치사량
- 동물 실험